# دیتیرامب
دیتیرامب یا دیتیرامبیک نوعی ترانه که در یونان باستان برای ستایش دیونیسوس ساخته و خوانده می‌شد. از قرار معلوم، دیتیرامب که پیش از تراژدی وجود داشته، پایه آن نیز بوده است، پس از پیدایش تراژدی، دیتیرامب خود تکامل یافت. دیتیرامب به وسیله همسرایان خوانده می‌شد، و برخی از جمله‌های آن را رهبران همسرایان به تنهایی ادا می‌کردند.